# Euphyia descriptata
Euphyia descriptata är en fjärilsart som beskrevs av Walker 1862. Euphyia descriptata ingår i släktet Euphyia och familjen mätare. Inga underarter finns listade i Catalogue of Life.